# زا كريزين
زا كريزين قالب:IPA-hr (باللهجة المحلية الكرواتية تعني "متابعة الصليب") هو موكب ليلي يقام كل الخميس الكبير على جزيرة هفار, كرواتيا. تتمتع هذه الفعالية بتقليد يمتد لقرون وتمت إدراجها في قوائم اليونسكو للتراث الثقافي غير الملموس.
يمر الموكب عبر البلدات: سفيرتشي، فيربان، فيربوسكا، يلسا، بيتفي، وفريسنيك
الموكب هو طقوس فريدة من نوعها لتعبير عن تقوى خاصة، وهو تعبير عن الهوية الدينية والثقافية لسكان وسط جزيرة هفار والتي استمرت لخمس قرون. يلاحظ أيضًا مدتها البالغة 8 ساعات، خلالها يقطع المشاركون 25 كيلومترًا، بالإضافة إلى تركيزها على مضمون لعبة العذاب. ويشكل عمودها الفقري نص العذاب باللغة الكرواتية (جوسبين بلاش) من القرن الخامس عشر الذي يتم غناؤه كموسيقى ديالوج من قبل مغنين مختارين يسمون "كانتادوري".

## الوصف
يبدأ الموكب زا كريزين كل عام في تمام الساعة 22 حتى تنطلق ست مواكب بشكل متزامن من ست كنائس في الجزء الأوسط من الجزيرة، في قرى فيربانج، فيربوسكا، يلسا، بيتفي، فيريسنيك، وسفيرتشي. يدور كل موكب في دائرة كبيرة، حتى تعود كل موكب في الساعة 7 صباحًا إلى نقطة انطلاقه الخاصة.
يقود كل موكب حامل صليب يحمل صليبًا. يعد دور حامل الصليب شرفًا كبيرًا على الجزيرة، ويتم تحديده قبل 20 عامًا مقدمًا. يذهب حامل الصليب برفقة المساعدين، واثنين من المتابعين الذين يحملون حاملي الشموع الكبيرة، واثنين من المغنيين الرئيسيين والعديد من المستجيبين الذين يغنون لوحة جوسبين. ويرتدي الجميع بدلات رسمية - سترات أخوية بيضاء. بالنسبة لعددهم، فإن موكب جيلسا هو الأكبر، حيث يمكن أن يتجاوز عدد الحجاج الألف. الباقون أصغر بكثير، وفقط موكب قرية بيتفي قد يتجاوز المئة حاج. موكب جيلسا محدد أيضًا بحسب العرف الذي يتمثل في أن حامل الصليب يركض عبر المائة متر الأخيرة من الطريق.
عند المرور عبر القرى الست التي يشملها الموكب، يظهر المشاركون تقواهم في جميع الكنائس الموجودة على الطريق. يبارك الكاهن في كل كنيسة حامل الصليب ويشجعه، ويغني المغنون لوحة جوسبان، وتستمر المسيرة. يجب ألا تجتمع المواكب، ولتحقيق ذلك يتم تنسيق تحركاتها بعناية.
أثناء الطريق، يصلي الحجاج ويغنون، ومن المثير للإعجاب بشكل خاص غناء لوحة جوسبين بالشكل الأصلي.
وفي يوم الجمعة العظيمة ترتاح هذه القرى الست، حتى يستريح أهلها من ليل مرهق. فقط في ساعات بعد الظهر تنبض الحياة في القرى عندما يذهب السكان المحليون للمشاركة في تقوى الأسبوع المقدس.

## تاريخ الموكب
ظهور الموكب مرتبط بصليب سفيتي كريتشيتش [sʋeti kriʒitɕ] (بالكرواتية: الصليب الصغير المقدس)، الذي يُحتفظ به في كاتدرائية هفار منذ عام 1510. وفقًا للسجلات في الأرشيف، كان سفيتي كريتشيتش في عام 1510 تحت العناية في منزل نيكولا بيفيلاكوا. في وقت الاضطراب بين العوام والنبلاء في 6 فبراير 1510، بدأ سفيتي كريتشيتش في النزيف. ثم بدأت هفار العبادة المكثفة للصليب.
أول سجل مكتوب للموكب يعود إلى 16 فبراير 1658.
في عام 2009، تمت كتابة تقليد موكب زا كريزين في قوائم التراث الثقافي غير الملموس لليونسكو.

## روابط خارجية
- فيديو يظهر موكب زا كريزين على موقع الويب الكرواتي www.kultura.hr منذ 16 نوفمبر 2010.

قالب:Intangible heritage of Croatia